# Star Wars: The Bad Batch
Cet article concerne la série d'animation Star Wars. Pour le film d'Ana Lily Amirpour, voir The Bad Batch. Pour l'escouade apparaissant dans la série, voir Bad Batch.
The Mandalorian Le Livre de Boba Fett
Star Wars: The Bad Batch, ou Star Wars : Le Bad Batch au Québec, est une série d'animation en 3D américaine en 47 épisodes de 20 à 71 minutes, créée par Dave Filoni et diffusée entre le 4 mai 2021 et le 1er mai 2024 via le service de vidéo à la demande Disney+. Il s'agit à la fois d'une suite et d'une série dérivée de la série Star Wars: The Clone Wars diffusée entre 2008 et 2020.
Située juste après les événements de La Revanche des Sith et de The Clone Wars, la série suit le Bad Batch, un groupe de clones génétiquement modifiés et très différents des autres clones. Après la fin de la guerre des clones, et la chute de la République et de l'Ordre Jedi, le Bad Batch, ainsi que tous les clones, doivent trouver un nouveau but après une vie dédiée à la guerre.

## Synopsis
Le Bad Batch est un escadron d'élite de cinq soldats clones nommés Hunter, Crosshair, Wrecker, Tech et Echo. Génétiquement modifiés, ils ont des méthodes de combat peu conventionnelles ainsi que des personnalités et des apparences plus distinctes que les autres clones. Ils sont également beaucoup moins dociles.
Peu après la fin de la guerre des clones — qui a vu l'extermination de l'Ordre Jedi et l'avènement de l'Empire galactique — l'amiral Wilhuff Tarkin les envoie éliminer des insurgés... qui ne sont autre que des soldats de la défunte République galactique et leur famille menés par Saw Gerrera. Ils ne peuvent se résoudre à exécuter des civils innocents et se retrouvent par conséquent accusés de trahison. Quand Tarkin ordonne à Crosshair — qui a subi un lavage de cerveau — d'exécuter ses anciens coéquipiers, le Bad Batch s'évade avec l'aide d'une nouvelle recrue, une enfant nommée Omega, elle-aussi clonée. Désormais recherchés par l'Empire, ils entreprennent des missions de mercenaires tout en luttant pour survivre et trouver un nouveau but à leur existence.

## Fiche technique
- Titre original et français : Star Wars: The Bad Batch[N 1]
- Autres titres francophones : Star Wars : Le Bad Batch (Québec)[1]
- Création : Dave Filoni
- Réalisation : Brad Rau (supervision), Steward Lee, Nathaniel Villanueva et Saul Ruiz
- Scénario : Jennifer Corbett (supervision), Matt Michnovetz, Amanda Rose Muñoz, Ezra Nachman et Brad Rau
- Direction artistique : Andre Kirk
- Montage : Nicolas Anastassiou et Nate Cormier
- Musique : Kevin Kiner, Sean Kiner (saison 3) et Deana Kiner (saison 3)
- Casting : Lindsay Halper
- Production : Josh Rimes et Alex Spotswood (dès l'épisode 10)
  - Production associée : Alex Spotswood (épisodes 1 à 9)
  - Production déléguée : Dave Filoni, Athena Yvette Portillo, Brad Rau, Jennifer Corbett et Carrie Beck
- Sociétés de production : Lucasfilm Animation et CGCG[2] (animation)
- Société de distribution : Disney Platform Distribution
- Pays d'origine :  États-Unis
- Langue originale : anglais
- Format : couleur - 2,39:1 - 4K (Dolby Vision, HDR10) - son Dolby Digital 5.1
- Genre : science-fiction
- Durée : 71 minutes (premier épisode), 20 à 27 minutes, 48 minutes (épisode final)
- Classification : TV-PG (États-Unis), 6+ (France)[N 2]

## Distribution

### Voix originales
- Dee Bradley Baker : le Bad Batch / soldats clones / capitaine Rex
- Michelle Ang : Omega
- Bob Bergen : Lama Su
- Gwendoline Yeo : Nala Se
- Benjamin Diskin : AZI-3
- Noshir Dalal : vice-amiral Rampart
- Liam O'Brien : Bolo
- Sam Riegel : Ketch
- Rhea Perlman : Ciddarin Scaleback, surnommée « Cid »
- Stephen Stanton (en) : gouverneur Wilhuff Tarkin
- Wanda Sykes : Phee Genoa
- Jimmi Simpson : Dr Royce Hemlock
- Keisha Castle-Hughes : Emerie Karr

Photos des interprètes principaux et récurrents prêtant leur voix dans la version originale.
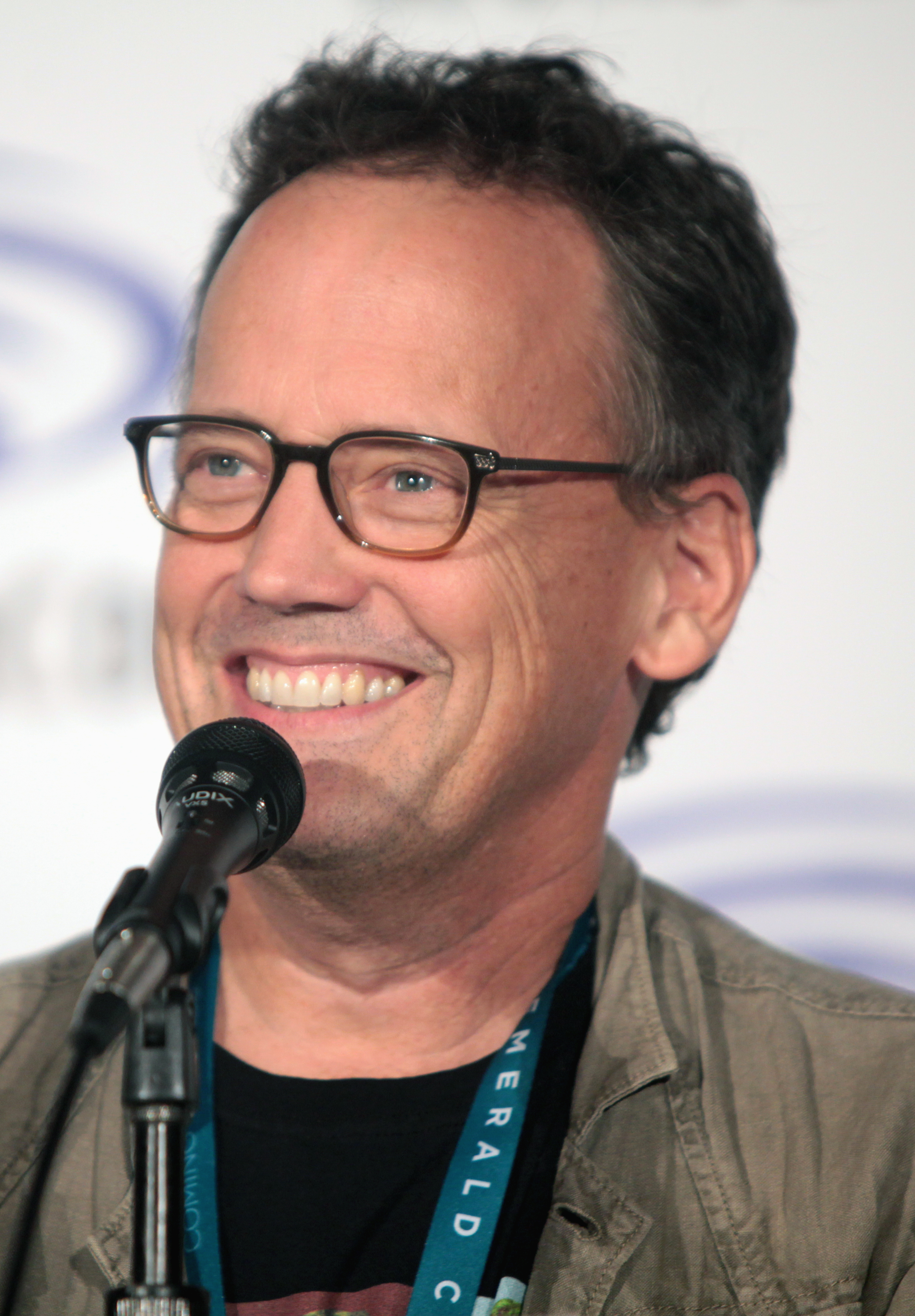
Dee Bradley Baker en 2016.
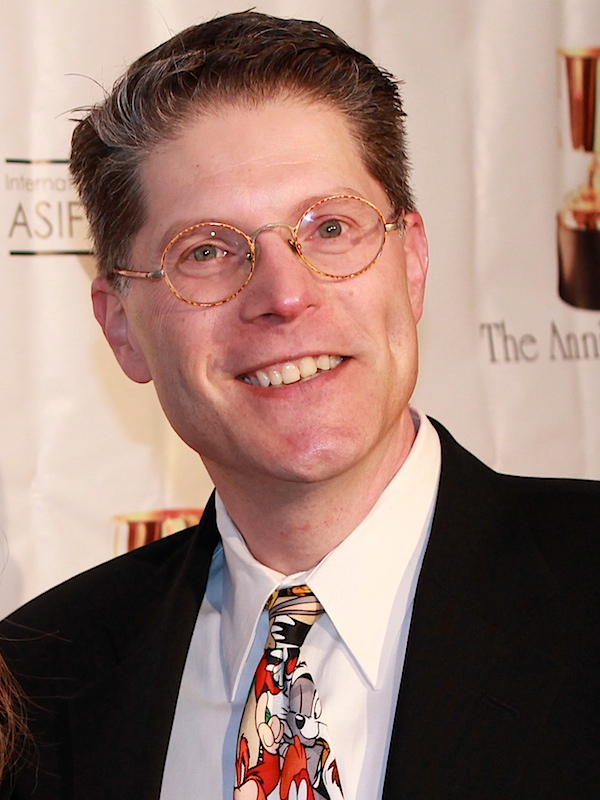
Bob Bergen en 2014.
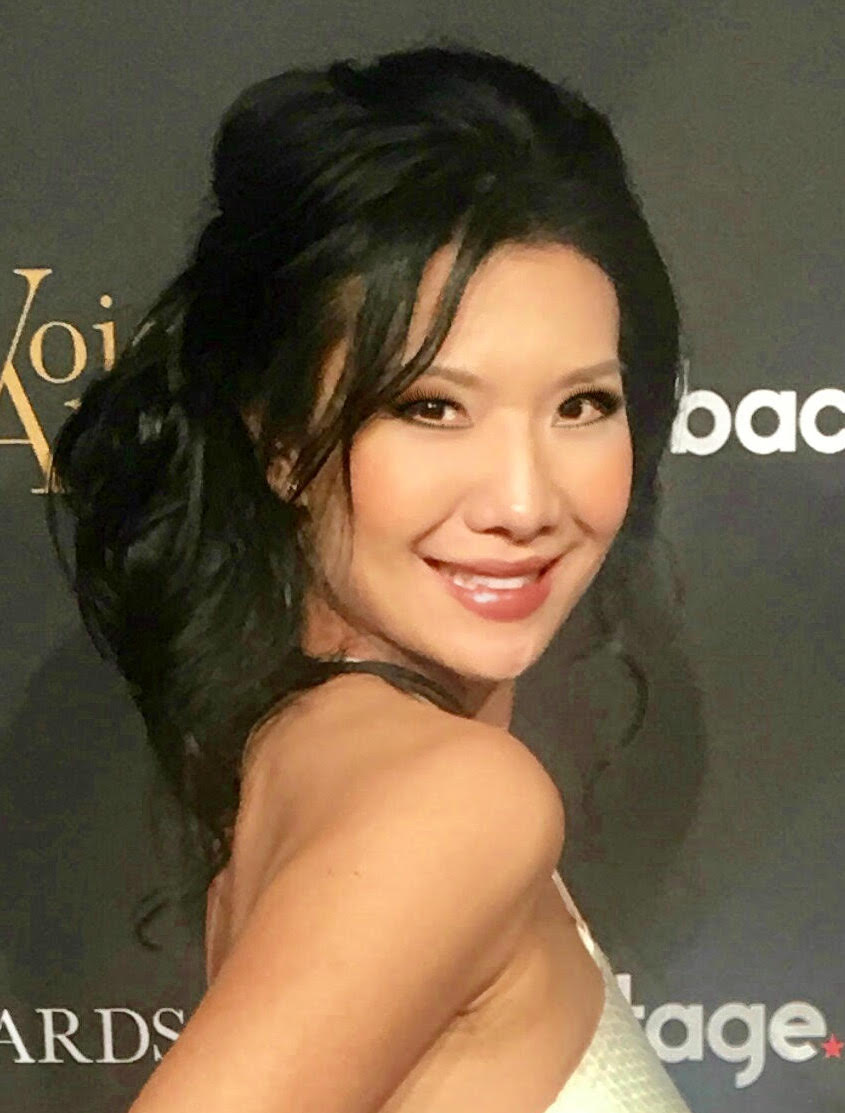
Gwendoline Yeo en 2018.
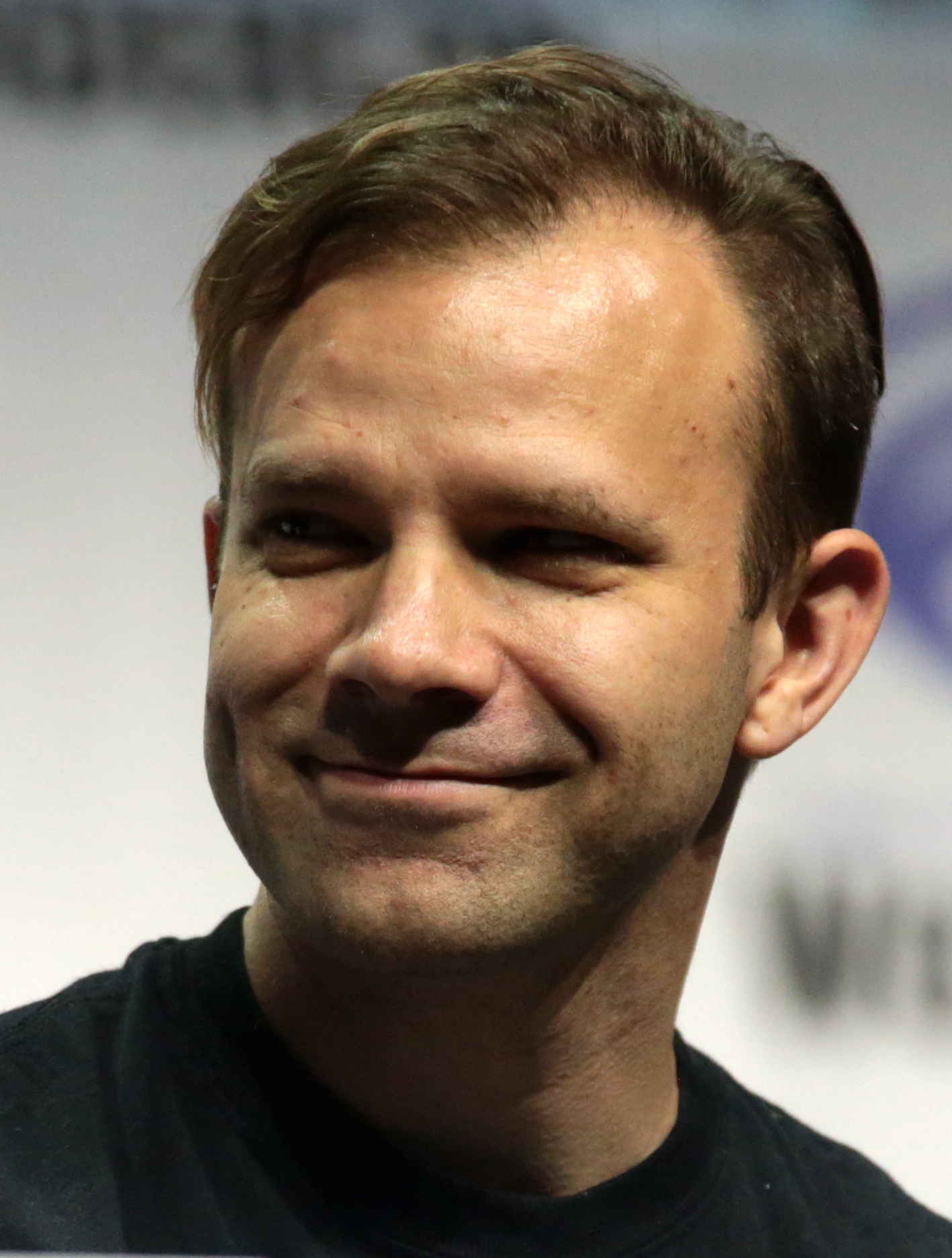
Liam O'Brien en 2017.
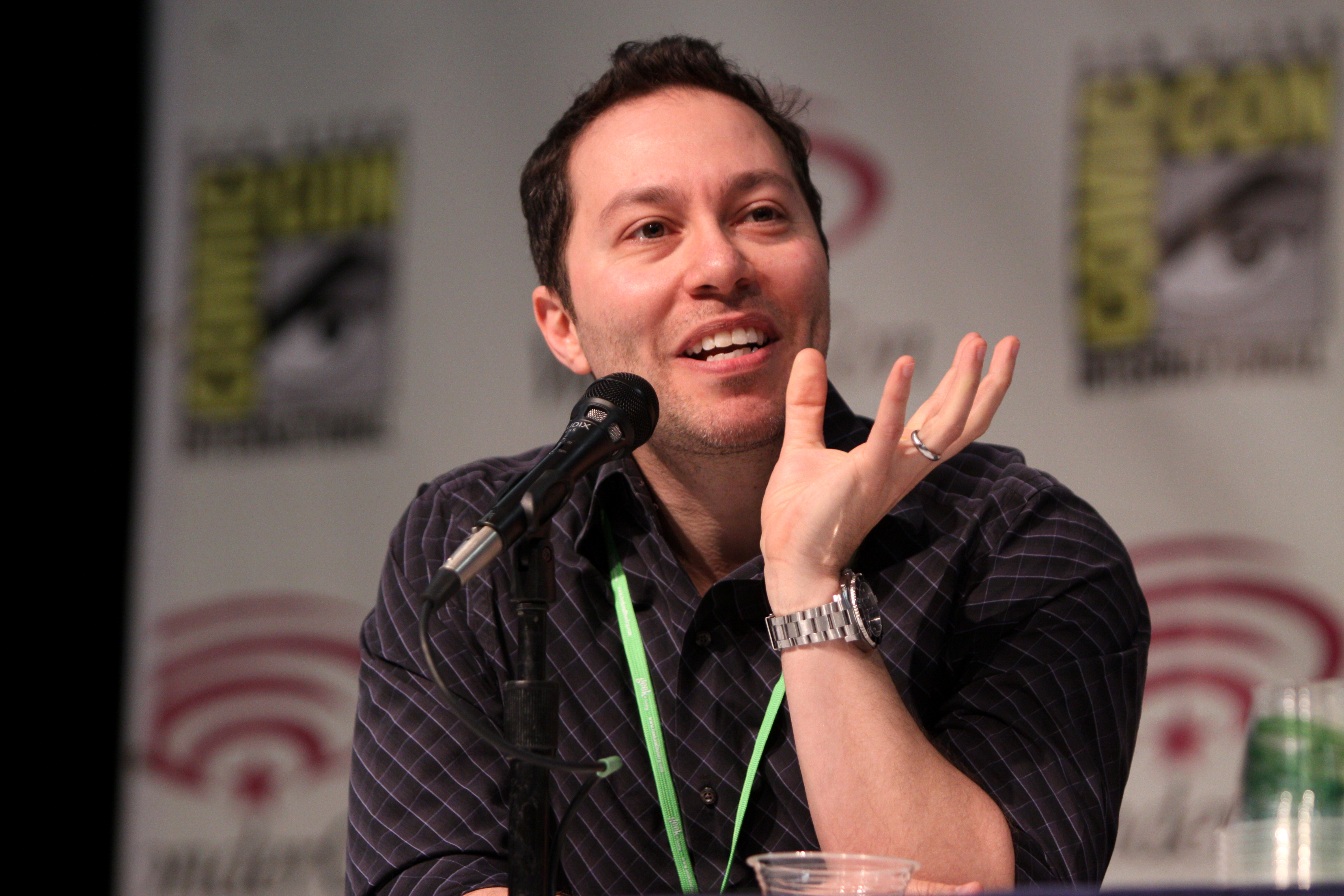
Sam Riegel en 2013.
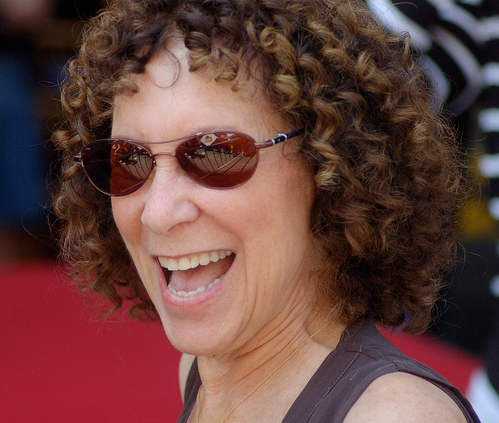
Rhea Perlman en 2011.

### Voix françaises
- Serge Biavan : sergent Hunter / Crosshair / Echo / soldats clones / capitaine Rex
- Sylvain Agaësse : Tech
- Frédéric Souterelle : Wrecker
- Emmylou Homs : Omega
- Gérard Surugue : Lama Su
- Marie Zidi : Nala Se
- Christophe Desmottes : AZI-3
- Fabrice Lelyon : vice-amiral Rampart
- Gunther Germain : Bolo
- Jérôme Wiggins : Ketch
- Marie-Martine : Ciddarin Scaleback, surnommée « Cid »
- Pierre Laurent : gouverneur Wilhuff Tarkin
- Virginie Emane : Phee Genoa
- Thierry Kazazian : Dr Royce Hemlock
- Daria Levannier : Emerie Karr

- Version française :
  - Société de doublage : Dubbing Brothers
  - Direction artistique : Danièle Bachelet
  - Adaptation des dialogues : Emmanuel Jacomy et David Jacomy

 Source et légende : version française (VF) sur RS Doublage

## Production

### Développement

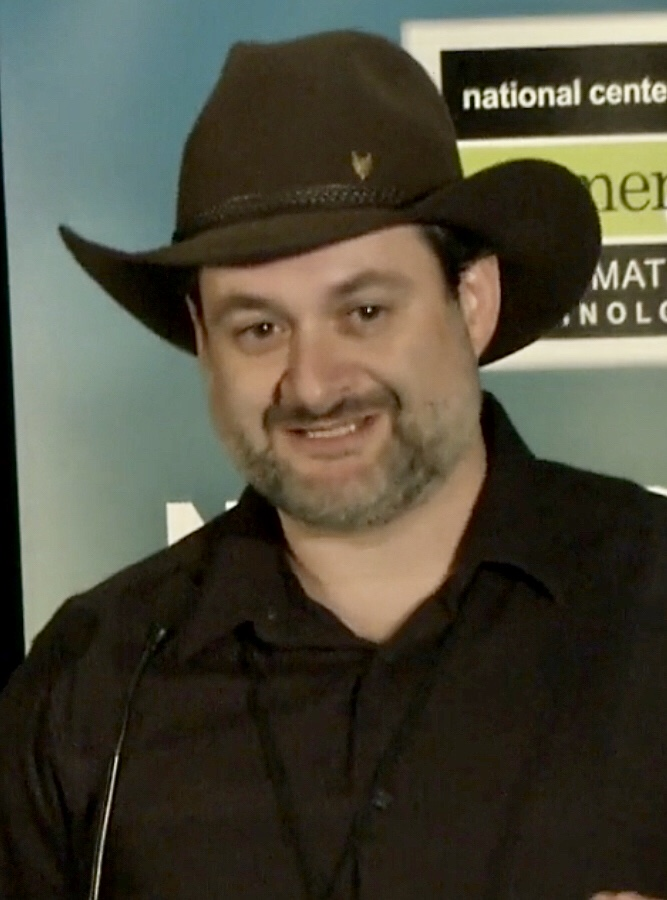
Dave Filoni, créateur de la série et personne clé dans l'animation Star Wars depuis 2008.

L'idée de l'escouade Bad Batch provient de George Lucas, le créateur de Star Wars, qui désire explorer davantage l'individualité des soldats clones dans sa série Star Wars: The Clone Wars,. Il pense alors à une unité de forces spéciales aux compétences améliorées. Un arc dédié entre donc en production en 2012 et est prévu pour inclure la septième saison de la série. En octobre de la même année, Lucas vend sa société Lucasfilm à The Walt Disney Company. Cinq mois plus tard, The Clone Wars est annulée après cinq saisons et la production de la série est alors stoppée,. À ce moment-là, l'arc est à l'état d'animatique. Les scénarios, dialogues, musiques et effets sonores sont terminés, mais pas l'animation. Une partie des épisodes inachevés de la série sont cependant terminés, et diffusés sur Netflix en mars 2014, afin de répondre à certaines questions laissées en suspens, ce qui exclut alors le Bad Batch. À l'occasion de cette diffusion, Dave Filoni, superviseur de The Clone Wars, publie plusieurs croquis dont un du soldat clone Echo,. Présumé mort, il annonce alors que ce dernier est toujours en vie, sans toutefois le lier à l'escouade. Deux mois plus tard, Brent Friedman révèle être le co-scénariste de l'arc, les titres des deux premiers épisodes (The Bad Batch et A Distant Echo) et, une nouvelle fois, la survie d'Echo. Le 9 avril 2015, Lucasfilm annonce que l'arc sera diffusé dans son intégralité, en animatique, le 17 avril lors de la Star Wars Celebration d'Anaheim. Il est par la suite diffusé sur le site officiel StarWars.com dès le 29 avril,.
Le 19 juillet 2018, un panel consacré à la série est présenté au San Diego Comic-Con afin de célébrer le dixième anniversaire de The Clone Wars. À la fin du panel, une ultime saison, composée de douze épisodes finalisés, est annoncée,. L'arc Bad Batch fait partie de ces épisodes et est alors diffusé dès le 21 février 2020. Le 17 juin 2020, une rumeur rapporte qu'une nouvelle série d'animation de Star Wars serait dédiée au groupe Bad Batch,. Un mois plus tard, le 13 juillet, Lucasfilm annonce officiellement la série sous le titre de Star Wars: The Bad Batch avec une diffusion prévue en 2021 sur Disney+,. Brad Rau est choisi par Filoni, créateur de la série et personne clé dans l'animation Star Wars depuis 2008, afin de superviser la réalisation de The Bad Batch,. Rau avait déjà supervisé la mini-série Forces du destin et réalisé cinq épisodes de Rebels et sept de Resistance. Parallèlement, la supervision des scénarios est confiée à Jennifer Corbett, qui avait déjà écrit trois épisodes de Resistance. Avant d'être scénariste, Corbett était engagée dans l'US Navy, la marine de guerre des États-Unis. Elle utilise alors son expérience militaire pour développer le Bad Batch. Corbett insiste notamment sur les effets des combats rapprochés qui créent des situations à stress élevé mais qui renforcent également les liens d'une équipe. Ainsi, elle définit ces attachements comme ceux d'une famille. Créer et approfondir ces liens, ainsi que les différentes plaisanteries entre les membres du groupe, provient également de son précédent travail en tant que scénariste et productrice sur la série NCIS : Enquêtes spéciales.
Lors du développement du pilote, l'équipe de production décide de débuter l'intrigue avec l'ordre 66, où les Jedi sont exécutés par leurs soldats clones, via le point de vue du Bad Batch. Filoni propose alors le maître Jedi Depa Billaba et son apprenti Caleb Dume. Ce dernier est connu pour être l'un des personnages principaux de Rebels sous le nom de Kanan Jarrus. Dans la série, qui se déroule des années après The Bad Batch, Jarrus se retrouve à nouveau face à ces soldats. Ce choix permet ainsi d'étoffer son comportement hostile envers les clones via la mort de son maître et du traumatisme qui a suivi.
Parallèlement, le personnage d'Omega est créé dans l'optique de représenter un défi pour le Bad Batch. Ces derniers étant déjà très bons dans le domaine militaire, ils doivent désormais endosser les rôles inexpérimentés de tuteurs envers Omega. Afin d'éviter le comportement typique d'un enfant introduit dans une série, notamment via l'apport comique, l'équipe de production choisit de faire grandir progressivement le personnage grâce aux événements et rencontres. Elle profite notamment du fait qu'Omega n'a jamais quitté son monde d'origine, la planète-océan Kamino, pour lui faire découvrir des choses simples comme de la terre, la possibilité de jouer à des jeux de son âge ou explorer la galaxie. Le fait que le personnage fait des erreurs et doit donc en tirer les leçons appropriées est également mis en avant dans la série. Tous les clones étant destinés à servir la République, aucun d'entre eux n'a eu d'enfance, cela étant jugé inutile pour l'aspect militaire. S'éloigner de Kamino permet donc à Omega de grandir classiquement et au Bad Batch d'avoir un nouveau sentiment de liberté, ce que Jennifer Corbett définit comme une « petite unité familiale »,.

### Attribution des rôles
La publication de la première bande-annonce de la série, le 10 décembre 2020, révèle l'apparition d'un personnage de The Mandalorian : Fennec Shand. Interprété par Ming-Na Wen, il s'agit d'une assassine d'élite. Six jours plus tard, l'actrice confirme son implication dans The Bad Batch,. Malgré les premières images dévoilées, Dave Filoni lui demande d'attendre quelques jours avant de confirmer l'apparition de son personnage. Fennec Shand étant plus jeune dans la série, Wen utilise « une voix légèrement différente, plus basse. Elle parle un peu plus lentement, elle a une sorte de légère traînée dans ses paroles. Elle s'arrête à des endroits étranges dans son dialogue parce qu'elle réfléchit. Elle réfléchit toujours »,. Parallèlement, la présence du Grand Moff Tarkin dans la série est dévoilée. À l'instar de Dee Bradley Baker, qui joue les rôles de tous les soldats clones depuis The Clone Wars, Stephen Stanton (en) retrouve celui de Tarkin. Brad Rau, qui supervise la série, suggère à Baker d'enregistrer toutes les répliques d'un personnage à la fois, mais Baker préfère travailler sur des scènes entières en changeant de voix au fur et à mesure du script.
Le 30 mars 2021, la seconde bande-annonce marque le retour du combattant de la liberté Saw Gerrera et du capitaine Rex. Andrew Kishino (en), qui interprétait déjà Gerrera dans The Clone Wars, y reprend son rôle. La présence d'un nouveau personnage, une enfant humaine, est également dévoilée. Officiellement sans nom lors la sortie de la bande-annonce, les sous-titres de celle-ci révèlent qu'elle se nomme Omega. Interprétée par Michelle Ang, il s'agit également d'un clone de Jango Fett,. L'actrice utilise alors son accent néo-zélandais natif afin de rendre hommage à Temuera Morrison, également néo-zélandais et interprète de Fett. Bien qu'il s'agisse du premier rôle d'Ang dans la franchise, elle avait auparavant auditionné, sans succès, pour un rôle dans Les Derniers Jedi. Par la suite, elle auditionne sans le savoir pour le rôle d'Omega, où elle est finalement choisie. Afin d'interpréter au mieux son personnage, Ang s'inspire de son jeune fils pour la jeunesse et l'innocence d'Omega. Elle et Baker ont prêté leurs voix dans le même studio uniquement pour le premier épisode. En effet, en raison d'autres rôles, l'actrice a dû retourner en Nouvelle-Zélande, et y rester en raison des restrictions liées à la pandémie de Covid-19, où elle a alors poursuivi l'enregistrement en parallèle des tournages.
À l'instar de Freddie Prinze Jr. qui reprend son rôle de Caleb Dume/Kanan Jarrus de Rebels, Vanessa Marshall interprète à nouveau celui d'Hera Syndulla,. The Bad Batch se déroulant des années avant Rebels, Marshall doit interpréter pour la première fois une version adolescente d'Hera. Les Twi'leks, l'espèce d'Hera, possèdent un accent français,. Dans Rebels, Hera perd cet accent. L'actrice, habituée des rôles d'enfants et qui parle couramment français, utilise alors cet accent combiné à une voix rajeunie d'Hera.

### Conception
The Bad Batch est conçue en intégralité dans un environnement numérique en trois dimensions. Grâce à des logiciels informatiques, les décors, personnages, objets, etc., nommés modèles, sont d'abord créés séparément par des animateurs. Ils sont par la suite rassemblés afin d'interagir entre eux et ainsi créer une scène qui sera dirigée par le réalisateur de l'épisode. La série reprend le même choix stylistique que The Clone Wars. Ainsi, afin d'éviter le rendu photoréaliste de la 3D, les artistes utilisent une texture semblable au bois peint qui est appliquée sur chaque modèle,. La préproduction de The Bad Batch est gérée par Lucasfilm Animation, à San Francisco, tandis que l'animation est réalisée dans le studio CGCG à Taïwan. Ce dernier, partenaire de Lucasfilm Animation depuis 2008, est également à l'origine de l'animation de The Clone Wars, Rebels et Resistance,. Il faut environ une année pour produire un épisode, du développement à la postproduction, avec plusieurs épisodes conçus simultanément.
Malgré l'apparence similaire à The Clone Wars, l'équipe de production conçoit la série pour qu'elle soit plus réaliste et fluide dans les mouvements et expressions faciales des personnages. Afin que The Bad Batch ne soit pas simplement considérée comme une huitième saison de The Clone Wars, de par son style, l'équipe décide de mettre fin à la guerre des clones, thème de The Clone Wars, dès le premier épisode. The Bad Batch utilise alors l'ouverture typique d'un épisode de The Clone Wars où l'acteur Tom Kane narre les actualités de la guerre avant l'apparition du logo de la série. Ce dernier est alors brûlé au profit de celui de The Bad Batch afin de marquer la transition entre les deux séries.
Parallèlement, Brad Rau, superviseur de la réalisation, décide d'accentuer celle-ci pour qu'elle soit similaire aux films en prise de vues réelles. Pour ce faire, un éclairage différent est utilisé, tandis que la profondeur de champ et la quantité de détails sont améliorés. À l'instar de The Clone Wars, les clones occupent une place importante dans The Bad Batch. Tandis qu'ils font partie des personnages protagonistes dans la première série, ils deviennent antagonistes dans la seconde. Pour marquer ce changement, Dave Filoni, créateur de la série, décide de faire retirer les couleurs de leurs armures pour accentuer leur perte d'individualité.

## Épisodes

### Première saison (2021)
Composée de seize épisodes, la première saison est diffusée du 4 mai au 13 août 2021,.
1. La Clone Force 99 (Aftermath)
2. Famille de cœur (Cut and Run)
3. Trouver sa place (Replacements)
4. La Chasseuse de prime (Cornered)
5. Mission sauvetage (Rampage)
6. Hors service (Decommissioned)
7. Les Traces du passé (Battle Scars)
8. Retrouvailles (Reunion)
9. Qui va à la chasse... (Bounty Lost)
10. Terrain d'entente (Common Ground)
11. Pacte avec le Diable (Devil's Deal)
12. Sauvetage sur Ryloth (Rescue on Ryloth)
13. La Ruche (Infested)
14. Griffe du guerrier (War-Mantle)
15. Retour sur Kamino (Return to Kamino)
16. La Perte de Kamino (Kamino Lost)

### Deuxième saison (2023)
Également composée de seize épisodes, la deuxième saison est diffusée du 4 janvier au 29 mars 2023.
1. Butin de guerre (Spoils of War)
2. Vestiges de guerre (Ruins of War)
3. Le clone solitaire (The Solitary Clone)
4. Plus vite (Faster)
5. Enseveli (Entombed)
6. Tribu (Tribe)
7. La Conspiration des clones (The Clone Conspiracy)
8. Vérité et conséquences (Truth and Consequences)
9. La Traversée (The Crossing)
10. Récupération (Retrieval)
11. Métamorphose (Metamorphosis)
12. L'Avant-poste (The Outpost)
13. Pabu (Pabu)
14. Point de non-retour (Tipping Point)
15. Le Sommet (The Summit)
16. Plan 99 (Plan 99)

### Troisième saison (2024)
Composée de quinze épisodes, la troisième et dernière saison est diffusée du 21 février au 1er mai 2024.
1. Confinés (Confined)
2. Sentiers inconnus (Paths Unknown)
3. L'Ombre de Tantiss (Shadows of Tantiss)
4. Une autre approche (A Different Approach)
5. Le Repenti (The Return)
6. Infiltration (Infiltration)
7. Extraction (Extraction)
8. En eaux troubles (Bad Territory)
9. La Messagère (The Harbinger)
10. Crise d'identité (Identity Crisis)
11. Inévitable (Point of No Return)
12. Pouvoir destructeur (Juggernaut)
13. Dans la faille (Into the Breach)
14. En ligne de mire (Flash Strike)
15. La Cavalerie arrive (The Cavalry Has Arrived)

## Produits dérivés

### Bande originale
À la suite de l'annonce de la série, le compositeur Kevin Kiner, déjà à l'œuvre sur The Clone Wars et Rebels, révèle qu'il composera la bande originale de The Bad Batch,. Il avait déjà écrit le thème du Bad Batch lors de son introduction dans la septième saison de The Clone Wars. Le thème sort alors le 21 février 2020 en single numérique chez Walt Disney Records. Grâce à son travail sur les précédentes séries, Kiner a pu faire bénéficier The Bad Batch d'une partition plus diversifiée tout en respectant l'univers de Star Wars. Ainsi, il décrit sa musique sur la série comme une évolution de celle de The Clone Wars avec un mélange d'éléments électroniques et orchestraux.
Kiner s'est inspiré des bandes originales des films Les Canons de Navarone (1961) et Les Douze Salopards (1967), qui présentent tous les deux un groupe de personnages similaires à The Bad Batch. Un premier titre de la musique de la série, nommé Enter the Bad Batch, sort le 13 mai 2021. Par la suite, la partition de Kiner est publiée numériquement, toujours par Walt Disney Records, en deux volumes. La musique des huit premiers épisodes sort le 25 juin 2021, tandis que celle des huit derniers sort le 20 août.
Parallèlement à la diffusion de la seconde saison, sa bande originale sort en deux volumes contenant chacun à nouveau la musique de huit épisodes. Le premier volume sort ainsi le 17 février 2023 et le second le 7 avril,. La bande originale de la troisième et dernière saison bénéficie, elle aussi, d'une sortie en deux volumes. La musique des huit premiers épisodes sort le 29 mars 2024, tandis que celle des sept derniers est commercialisée le 3 mai,.

### Figurines
En 2020, à l'occasion de la septième saison de The Clone Wars, Funko publie plusieurs figurines Pop! dont une dédiée à Wrecker. Au printemps 2021, afin d'accompagner la sortie de The Bad Batch, la société commercialise des figurines pour l'ensemble du groupe dont une nouvelle version de Wrecker, cette fois-ci armé de son blaster. La figurine d'Omega est une exclusivité des magasins Target, tandis que celles d'Hunter et Crosshair sont exclusifs à Amazon et accompagnées d'un pin's à leur effigie. En août 2021, un pack Lego, pour la collection Lego Star Wars, est commercialisé. Numéroté 75314 (« The Bad Batch Attack Shuttle »), il rassemble le vaisseau du Bad Batch, le Marauder, les cinq membres de l'escouade (à l'exception d'Omega), leur droïde Gonk ainsi que deux motojets.
Depuis l'automne 2021, Hasbro commercialise des figurines articulées sur la majorité des personnages de la série dans sa gamme Star Wars: The Black Series. Outre l'intégralité du Bad Batch, le vice-amiral Rampart, un shock trooper clone, le capitaine Rex, un Elite Squad Trooper et Cad Bane y sont également présents. Par la suite, durant l'été 2022, cinq statuettes sont commercialisées par Sideshow Collectibles. Les deux premières, conçues par le fabricant Hot Toys, sont dédiées à Hunter et Echo, tandis que les trois autres, conçues par Kotobukiya pour sa gamme ARTFX, sont dédiées à Tech, Wrecker, et, à nouveau, Hunter.
Parallèlement, au mois d'août, un second pack Lego est commercialisé sous le numéro 75323 (« The Justifier »). Il est dédié au vaisseau de Cad Bane, le Justifier, et inclut également Fennec Shand, le droïde Todo 360, Hunter, et, pour la première fois en Lego, Omega. Au printemps 2023, Crosshair et Echo rejoindront également la gamme ARTFX de Kotobukiya, complétant ainsi le Bad Batch,.

### Bandes dessinées
Le 1er novembre, le dixième numéro de Star Wars: Hyperspace Stories, une série de bandes dessinées publiées par Dark Horse Comics, est consacré au Bad Batch,
. L'intrigue met en scène des droïdes de combat modifiés et se déroule avant la première apparition du groupe dans la septième saison de The Clone Wars. Le 19 juin 2024, l'histoire est publiée dans une compilation nommée Light and Shadow. En France, la compilation est publiée le 14 octobre par Panini sous le titre Histoires de l'hyperespace.
Dès le 15 janvier 2025, Dark Horse Comics publiera une mini-série de cinq numéros dédiée au groupe,. Nommée The Bad Batch: Ghost Agents, les événements se passeront lors de la guerre des clones.

### Autres
En mai 2021, la société Topps produit une série de cartes à collectionner basée sur les personnages de The Bad Batch. Composée de dix cartes, la série est commercialisée en exclusivité sur le site eBay durant une durée limitée de sept jours. À l'occasion de la sortie de la série, Hunter, Echo, Tech et Wrecker sont ajoutés au jeu mobile Star Wars : Les Héros de la galaxie (Star Wars: Galaxy of Heroes) en mai 2021. Ils sont rejoints par Omega deux mois plus tard. Sorti en 2015 sur iOS et Android, le jeu est un RPG développé par EA Capital Games et édité par Electronic Arts.
En avril 2022, le Bad Batch est présent dans le jeu vidéo Lego Star Wars : La Saga Skywalker (Lego Star Wars: The Skywalker Saga), uniquement dans l'édition Deluxe, via un pack de personnages dédié à la série,. Développé par TT Games et édité par Warner Bros. Interactive Entertainment, le jeu est sorti sur Windows, PS4, PS5, Xbox One, Xbox Series et Switch. Le mois suivant, l'épisode Qui va à la chasse... (Bounty Lost) est adapté en roman graphique par Random House sous le titre The Bad Batch: Hunted!,. Le 5 août, un court métrage Lego intitulé Les Vacances du Bad Batch (Bad Batch Vacation), non-canon, est diffusé sur la chaîne YouTube de Lego.
En 2023, un roman issu de la collection Bibliothèque verte d'Hachette, qui adapte les principaux événements de la première saison, sort le 31 mai exclusivement en France,.

## Personnages principaux
- Hunter : sergent et leader du Bad Batch, il a des sens améliorés qui font de lui un traqueur expert. Membre de l'équipe le plus réfléchi, Hunter peut également détecter des signaux électromagnétiques, ce qui l'aide à savoir où se trouvent les droïdes Séparatistes. Hunter et son équipe font les choses à leur manière, tandis que travailler avec d'autres équipes a tendance à entraver leur succès en mission[84].
- Crosshair : tireur d'élite expert grâce à son défaut génétique qui lui donne une vue inhumaine, il peut atteindre une cible éloignée de plusieurs kilomètres de son arme. Crosshair n'apprécie pas les « Regs », des soldats clones qui n'ont pas de défauts, car ces derniers ont tendance à le mépriser ainsi que son équipe. Il se montre généralement particulièrement impassible, et ce même lorsqu'il se trouve avec son équipe[84].
- Wrecker : doté d'une force hors norme, il est capable de soulever une canonnière d'assaut. Wrecker a un caractère légèrement turbulent. Il est un grand mangeur et aime plaisanter, ce qui a le don d'agacer Crosshair. Il aime surtout les explosifs, et constater la puissance des dégâts provoqués par ces explosions ainsi que détruire les droïdes de combat[84].
- Tech : ingénieur et expert en décryptage et en langues, il a modifié son armure pour qu'elle soit adaptée à ces compétences. Tech est plus jeune, plus mince et d'un teint plus clair que ses frères d'armes. À l'inverse des autres clones, il a également un passe-temps : il enregistre tous les sons sensibles qu'il rencontre, constituant ainsi une base de données pour son usage personnel[84].
- Echo : nouveau membre de la Bad Batch, il faisait précédemment partie de l'escouade Domino dont la majorité est morte durant une attaque Séparatiste. Deux membres, Fives et Echo, en sortent vivants et sont affectés à la 501e légion sous le commandement d'Anakin Skywalker[N 12]. Présumé mort lors d'une bataille[N 3], Echo s'avère être gravement blessé et est secrètement capturé par les Séparatistes. Pratiquement mort, il est utilisé pour apprendre les tactiques de combat de la République. Plus tard, après la mort de Fives, Rex est convaincu qu'il est toujours en vie grâce à un algorithme Séparatiste. Avec l'aide d'Anakin et du Bad Batch, ils parviennent à sauver Echo qui est désormais majoritairement cybernétique. En raison de ces différences, Hunter invite Echo à les rejoindre, ce qu'il accepte[N 13],[84].
- Omega : petite fille aux cheveux blonds, elle est l'assistante médical de Nala Se, scientifique de Kamino. Elle est une grande admiratrice de la Clone Force 99. Omega s'avère être un clone génétiquement modifié comme les membres de l'escadron, permettant d'expliquer le fait qu'elle est de sexe biologiquement différent des autres clones. Ses capacités cognitives ont également été améliorées et sa croissance est similaire à celle d'un être humain, par opposition aux clones qui vieillissent deux fois rapidement[34].

## Diffusion
Le 24 février 2021, lors du Television Critics Association Winter Press Tour, Lucasfilm annonce que The Bad Batch débutera sa diffusion le 4 mai à l'occasion du Star Wars Day,. Les épisodes suivants sont alors diffusés dès le 7 mai avec une fréquence d'un épisode par semaine.

## Distinctions
En 2022, la Motion Picture Sound Editors nomme l'épisode Retrouvailles dans la catégorie du meilleur montage sonore pour une série d'animation ou un court métrage. Deux autres programmes de Star Wars sont également nommés dans cette catégorie : la série d'animation Star Wars: Visions et Star Wars: Galaxy of Sounds, une série de courts métrages dédiée aux sons de la saga. La même année, lors de la 47e cérémonie des Saturn Awards, The Bad Batch est récompensée dans la catégorie de la meilleure série d'animation.